# Économie de la Mongolie
L'économie de la Mongolie se caractérise par l'importance des deux secteurs agricole et minier. Au XXe siècle, la Mongolie a adopté une planification économique, sur le modèle de ses voisins, la Russie et la république populaire de Chine.
Le pays possède une dette considérable de 11 milliards de dollars vis-à-vis de la Russie.

## Histoire
Après des décennies d'économie planifiée, la Mongolie a effectué une difficile transition vers l'économie de marché à la suite de la chute de l'URSS. En 1991, 80 % de son commerce extérieur était fait avec l'URSS, à 15 % dans le cadre du Conseil d'assistance économique mutuelle. Durant les années 1990, la Mongolie libéralise les prix et privatise une partie de ses entreprises publiques.
Entre 1990 et 1993, la Mongolie décide de basculer brusquement vers une économie de marché, avec des privatisations et libéralisations très rapides. Une crise économique a lieu peu après son changement de modèle économique. L'inflation a atteint 325 % en 1992, après l'effondrement du régime communiste. Le chômage augmente rapidement et la nourriture est rationnée. 
La Mongolie met en place une législation favorable à l'exploitation minière, notamment par les investisseurs étrangers.
En 1995, la Mongolie connait une croissance de 5 % de par l'augmentation du prix du cuivre. Entre 1996 et 1999, durant les crises asiatique et russe, la croissance de la Mongolie tourne autour de 3,5 %. La Mongolie a rejoint l'Organisation mondiale du commerce en 1997. En 1998, on[Qui ?] estimait que le taux de chômage était de 15 % de la population active et qu'il atteignait 30 % en zone urbaine. En 2000, la croissance de la Mongolie est de 1,3 %, affectée par les conséquences du climat sur l'élevage.
En 2002, le salaire mensuel moyen n'était que de 75 500 tugrigs (soit environ 68 euros). Bien que le chômage sévisse surtout en ville, le niveau de vie y est plus élevé qu'à la campagne.
À partir de 2008, le pays subit la chute des prix des métaux à la suite de la crise économique internationale. Durant l'hiver 2009-2010, la Mongolie est sujet à un dzud, ayant un fort impact négatif sur son cheptel.
De 2009 à 2013 la Mongolie a connu une forte croissance : + 6,5 % en 2010, 17 % en 2011, 11,2 % en 2012, 11,7 % en 2013 grâce à la hausse du cours des matières premières.
France-diplomatie indique, en 2017, que "l’économie mongole dispose de nombreux atouts (4e pays le plus richement doté en ressources naturelles, élevage). Plusieurs secteurs (mines, agroalimentaire, télécommunications, tourisme) recèlent un fort potentiel de développement".

## Secteur d'activité

### Secteur primaire

#### Agriculture

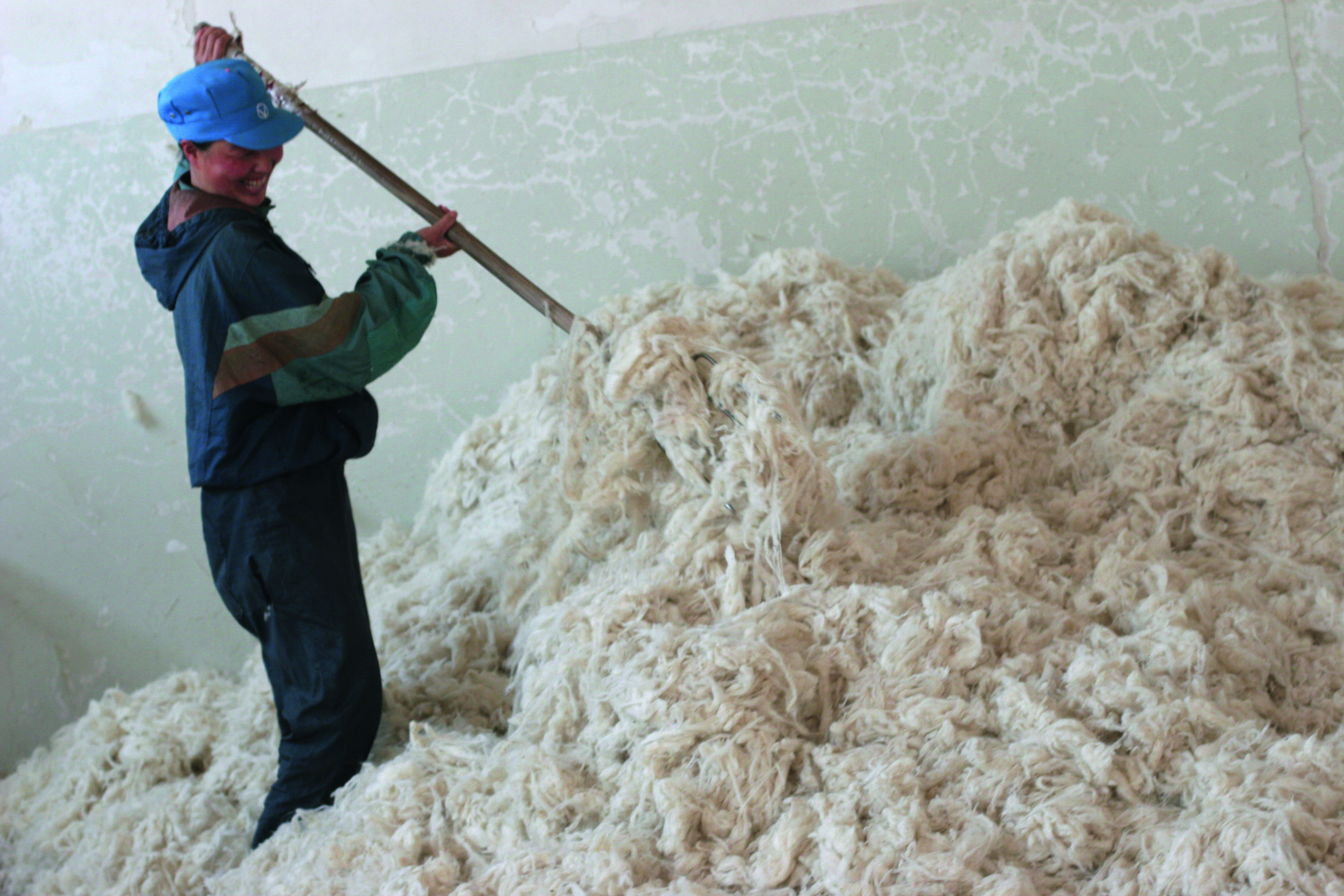
Ouvrier mongol avec cashmere.

Malgré la pratique de l'élevage et la culture du blé, la Mongolie ne peut pas subvenir à ses besoins alimentaires. Ceci contribue au déficit chronique de sa balance commerciale et à son endettement.
Environ la moitié de la population loge dans des yourtes. Un tiers des Mongols sont de purs nomades, qui vivent de l'élevage de petits chevaux, des moutons, des chèvres et des bœufs. Grâce à eux, la Mongolie est exportatrice de produits d'origine animale : viande, laine et poils d'animaux, dont le cachemire (1er producteur mondial; 2e ressource nationale après le cuivre). Jusque dans les années 1970, avant la mise en service de mines comme celle d'Erdenet, l'élevage et les industries qui leur étaient liées constituaient de loin la première ressource du pays.

#### Exploitation du sol

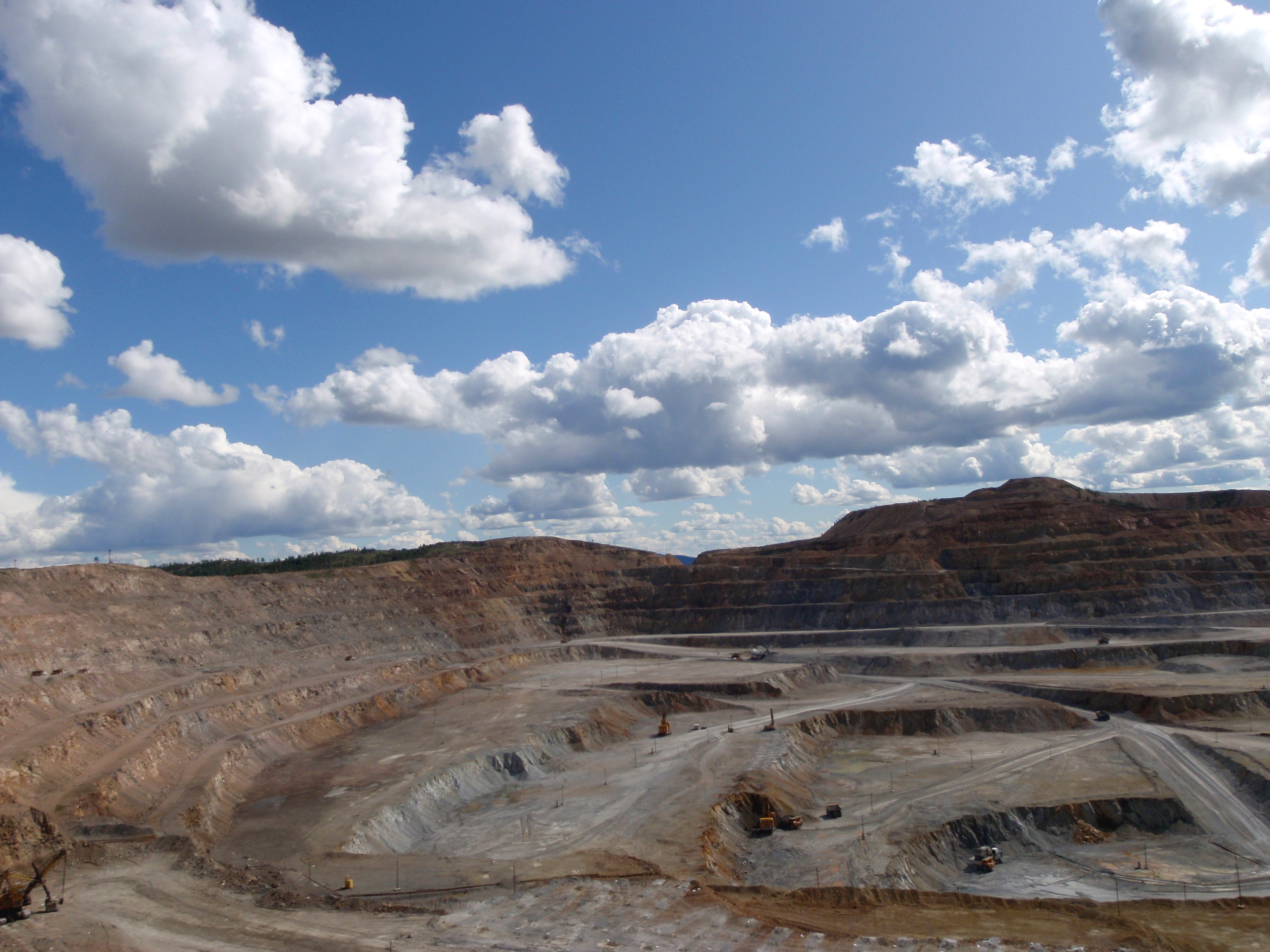
Une mine à ciel ouvert à Erdenet.

Les ressources naturelles de la Mongolie sont constituées par les minéraux (cuivre, molybdène, fluorine, tungstène), les pierres précieuses et semi-précieuses, et l'or. On trouve aussi du charbon, ainsi que du pétrole dans une moindre mesure, mais qui n'est pas exploité par manque d'infrastructure. Les ressources sont très abondantes, et les entreprises minières internationales, poussées par la hausse du prix des matières premières, y investissement massivement. Tous ces produits représentent, en valeur, les deux tiers des exportations mongoles et près d'un tiers de la production industrielle. Durant les 6 premiers mois de 2004, 287 000 tonnes de minerais concentrés de cuivre ont été exportés, pour la somme de 138 millions de dollars. C'est presque la moitié du total de toutes les exportations (307 millions de dollars pour cette même période). Cette situation rend la Mongolie vulnérable aux variations des cours des matières premières : le prix des minerais de cuivre a chuté de 54,3 % entre 1995 et 2001.

### Secteur secondaire
L'industrie textile intervient pour un quart des exportations, mais 85 % des usines sont à capitaux étrangers (surtout chinois) ou mixtes. Elles utilisent des matériaux importés, comme le coton.

## Partenaires
La Mongolie noue de bonnes relations avec ses voisins la Chine et la Russie. L'expression « troisième voisin » désigne le développement des relations avec les pays démocratiques et développés, dans le but de diversifier ses partenaires commerciaux.

## Indicateurs
| Année | PIB (M$ constant de 2005) | PIB par habitant ($ constant de 2011) |
| ----- | ------------------------- | ------------------------------------- |
| 2017  | 12 443                    | 11 767                                |
| 2016  | 11 817                    | 11 353                                |
| 2015  | 11 680                    | 11 412                                |
| 2014  | 11 409                    | 11 349                                |
| 2013  | 10 575                    | 10 720                                |
| 2012  | 9 471                     | 9 789                                 |
| 2011  | 8 433                     | 8 881                                 |
| 2010  | 7 189                     | 7 709                                 |
| 2009  | 6 759                     | 7 368                                 |
| 2008  | 6 846                     | 7 576                                 |
| 2007  | 6 287                     | 7 055                                 |
| 2006  | 5 702                     | 6 484                                 |
| 2005  | 5 253                     | 6 047                                 |
| 2004  | 4 898                     | 5 705                                 |
| 2003  | 4 427                     | 5 215                                 |
| 2002  | 4 237                     | 4 924                                 |
| 2001  | 3 950                     | 4 748                                 |
| 2000  | 3 837                     | 4 655                                 |